# Thomas Mathews
Thomas Mathews (ur. 1676 w Llandaff, zm. 2 października 1751 w Londynie) – admirał brytyjski, uczestnik działań w wojennych na morzu w czasie wojny dziewięcioletniej, wojny o sukcesję hiszpańską, wojny czwórprzymierza i wojny o sukcesję austriacką. Dowodząc Royal Navy w bitwie morskiej pod Tulonem w 1744 r. poniósł porażkę, na skutek której został przez sąd wojenny uznany winnym zaniedbań, w tym rozpoczęcia bitwy zanim flota została ustawiona w szyku liniowym, i skazany na wydalenie ze służby.

## Życiorys

### Kariera w marynarce wojennej
Urodził się w Llandaff (obecnie dzielnica Cardiff) jako syn pułkownika Edwarda Mathewsa. Wstąpił do Royal Navy w 1690 r. i służył na okręcie liniowym HMS „Albemarle” pod dowództwem swojego wuja, sir Francisa Whelera. Prawdopodobnie brał udział w bitwach pod Beachy Head i pod Barfleur przeciwko Francuzom. W 1697 r. przeniesiony na okręt liniowy HMS „Portland”, w 1699 r. mianowany porucznikiem okrętu flagowego wiceadmirała Matthew Aylmera, liniowca trzeciej klasy HMS „Boyne”. Po zdaniu oficjalnych egzaminów na stopień porucznika, służył na obszarze Morza Śródziemnego do czasu przeniesienia  w 1703 r. do Indii Zachodnich, gdzie otrzymał dowództwo HMS „Yarmouth” jako komandor (post captain) 24 maja 1703 r.
Od 1704 r. służył na obszarze kanału La Manche jako dowódca HMS „Kinsale”, a w 1708 r. objął dowództwo HMS „Gloucester”. Wiosną 1709 r. już jako dowódca HMS „Chester” (50 dział) wziął udział pod dowództwem lorda Berkeleya w zwycięskiej potyczce z flotą francuską. W starciu z flotyllą adm. René Duguay-Trouina, „Chester” zdobył francuski okręt „Gloire”. Następnie w 1710 r. Mathews brał udział w walkach o zdobycie Nowej Szkocji pod dowództwem komodora George’a Martina, a po jego rezygnacji objął dowództwo nad eskadrą. W lecie 1711 r. dołączył do sił sir Hovodena Walkera w Bostonie i eskortował konwój do Nowego Jorku, w trakcie którego HMS „Chester” został ciężko uszkodzony przez sztorm. Po powrocie na Wyspy Brytyjskie celem naprawy okrętu osiadł na lądzie w rodzinnej posiadłości.
Do czynnej służby powrócił w 1718 r. w momencie wybuchu wojny czwórprzymierza. Objął dowództwo nowego okrętu HMS „Kent”, na który służył pod dowództwem sir George’a Bynga w obszarze Morza Śródziemnego. Uczestniczył w bitwie koło przylądka Passaro, gdzie wyróżnił się w akcji a następnie został wyznaczony dowódcą eskadry blokującej Mesynę na Sycylii. Jesienią 1720 r. powrócił z Byngiem do Wielkiej Brytanii. Od 1722 do 1724 r. dowodził ekspedycją do Indii przeciwko hinduskiemu admirałowi Kanhoji Angre, atakującemu statki Kompanii Wschodnioindyjskiej. Wsparł nieudany atak Portugalczyków z Goa na będące w hinduskich rękach forty Vijaydurg i Kolaba. 
W 1724 r. powrócił do Europy, gdzie przez dłuższy czas nie otrzymał żadnego stanowiska we flocie. W 1736 r. został mianowany komisarzem floty w Chatham, ale było to stanowisko o charakterze cywilnym.

### Wojna o sukcesję austriacką
Zmieniło się to wraz z wybuchem wojny o sukcesję austriacką, kiedy stan wojny z Hiszpanią i zagrożenie wybuchem wojny francusko-brytyjskiej doprowadziły do nominacji Thomasa Mathewsa na stanowisko wiceadmirała eskadry czerwonej w dniu 13 marca 1741 r. Skierowany został ponownie w rejon Morza Śródziemnego i mianowany także posłem pełnomocnym na dwór króla Sardynii Karola Emanuela III. Jego zastępcą został kontradmirał Richard Lestock. Stosunki pomiędzy dowódcami nie układały się dobrze (byli skonfliktowani już w czasie służby w Chatham), ale Admiralicja odrzuciła prośbę Mathewsa o przesunięcie Lestocka na inne stanowisko. Mathews spędzał wiele czasu na dworze sardyńskim, nie sprawując efektywnej kontroli nad flotą. Wzajemny konflikt trwał podczas kampanii na Morzu Śródziemnym, w trakcie której flota Mathewsa spaliła hiszpańskie galery usiłujące schronić się w zatoce Saint-Tropez w czerwcu 1742 r., ale składająca się z liniowców część hiszpańskiej eskadry zdołała uciec do Tulonu, gdzie została zablokowana przez Anglików. Gdy 21 lutego 1744 r. Hiszpanie wyszli w morze wraz towarzyszącą im flotą francuską, admirał Mathews zdecydował się wydać im bitwę.

#### Bitwa morska pod Tulonem

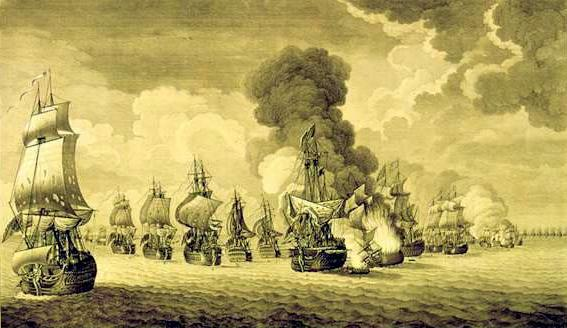
Scena z bitwy pod Tulonem, grafika hiszpańska

Obawiając się, że Hiszpanie uciekną przez Gibraltar celem połączenia z głównymi siłami francuskim w Breście, admirał Mathews nakazał swoim okrętom pościg. Na skutek słabego wiatru i dużego rozproszenia brytyjskich okrętów trwał on przez cały dzień 21 lutego 1744 r. i nie doprowadził do rozpoczęcia bitwy. Gdy brytyjskie okręty w nocy znalazły się wreszcie w zasięgu przeciwnika, Mathews wydał rozkaz sformowania linii bojowej i wejścia o świcie do akcji.
Okręty brytyjskiej straży przedniej i centrum wykonały rozkaz, ale dowodzona przez Lestocka straż tylna rozpoczęła podejście do ataku zanim linia bojowa okrętów została sformowana. Widząc to Mathews odwołał swój rozkaz ataku i ponownie polecił Lestockowi sformować linię bojową. Powolność brytyjskich manewrów umożliwiła flocie hiszpańskiej podjęcie próby wymknięcia się. Mathews uznał, że jego obowiązkiem jest zaatakować i o 13.00 rozkazał wywiesić sygnał do ataku na masztach swojego flagowego okrętu HMS „Namur”. W związku z tym, iż „Namur” wciąż sygnalizował rozkaz sformowania linii bojowej, pojawienie się kolejnego polecenia wywołało we flocie konsternację. Do akcji przeciwko hiszpańskiemu centrum weszły tylko niektóre okręty brytyjskie, pozostałe usiłowały w dalszym ciągu sformować linię bojową, a dowodzona przez Lestocka straż tylna pozostała w tej fazie bitwy bierna.
Atakujące HMS „Namur” i HMS „Marlborough” otworzyły silny ogień do żeglujących naprzeciw nim okrętów hiszpańskiego centrum i zdołały zmusić do kapitulacji okręt „Poder”. Następnie HMS „Marlborough” złamał celowo hiszpański szyk, ale obydwa angielskie okręty zostały tak silnie uszkodzone ogniem artylerii nieprzyjaciela, że nie nadawały się do dalszej walki. Hiszpanie zdołali wykorzystać bierną postawę części brytyjskich okrętów i wprowadzić kolejne liniowce do walki w centrum. „Poder” został odbity, a brytyjski atak odparty, choć Hiszpanie nie byli zdolni do zdobycia ani zatopienia dryfującego HMS „Marlborough”. Po trzech godzinach bitwy ok. 17.00 do Brytyjczyków zbliżać zaczęła się formalnie neutralna, ale wspierająca Hiszpanów flota francuska. Wobec braku rozkazów ze strony admirała Mathewsa – niepewni jak mają się zachować i obawiający się okrążenia przez dysponującego przewagą liczebną przeciwnika – Brytyjczycy zdecydowali się na odwrót na północny zachód. W dniu 22 lutego 1744 r. Brytyjczycy nie zdołali już przegrupować sił do ponownego ataku. W dniach 23 i 24 lutego 1744 r. pościg był kontynuowany i flota brytyjska zdołała ponownie zdobyć oraz spalić okręt „Poder”, jednakże ciężkie straty osobowe i stan okrętów sprawił, że Mathews zdecydował się na odwrót do Port Mahon na Minorce.

### Śledztwo i dymisja
Mimo że bitwa pod Tulonem nie została taktycznie rozstrzygnięta, okazała się strategicznym sukcesem hiszpańsko-francuskim. Flota brytyjska uległa ciężkim uszkodzeniom, obejmującym 10 liniowców i nie była zdolna do kontynuowania kampanii na Morzu Śródziemnym. W marcu 1744 r. Francja wypowiedziała wojnę Wielkiej Brytanii i Hanowerowi.
Hiszpańska flota ocalała i w kolejnych tygodniach zdołała dostarczyć do Włoch posiłki i zaopatrzenie dla walczących tam wojsk hiszpańskich, co przełożyło się na ich lądowe sukcesy. W reakcji Izba Gmin złożyła petycję do króla Jerzego II o publiczne śledztwo wobec winnych porażki. Wśród oskarżonych znalazło się dziesięciu dowódców okrętów i dowódcy floty. Richard Lestock złożył zeznania obciążające Thomasa Mathewsa i przy pomocy wpływowych osób z brytyjskiego rządu zdołał uzyskać oczyszczenie z zarzutów.
Thomas Mathews był sądzony w 1746 r. oskarżony o zdezorganizowanie floty włączającej się do akcji, nieudolność w dowodzeniu podczas akcji oraz nieudolność w wykorzystaniu korzystnych warunków. Obrona wykazała dzielną postawę admirała w czasie akcji, ale Thomas Mathews został uznany winnym postawionych zarzutów i w 1747 r. zwolniony ze służby. Jednym z sędziów zatwierdzających wyrok był ówczesny kontradmirał John Byng.
Thomas Mathews był posłem do brytyjskiego parlamentu z okręgu Glamorgan od 1745 do 1747 r., a następnie z Carmarthen do śmierci 2 października 1751 r.. Został pochowany w kościele Świętego Jerzego w Bloomsbury.

## Następstwa bitwy morskiej pod Tulonem
Strategiczna porażka w bitwie pod Tulonem zdecydowała o głębokich zmianach w organizacji floty brytyjskiej. Szyk liniowy stał się obowiązkową formacją, bez sformowania której dowódcy nie wolno było przystąpić do akcji, a brytyjski parlament uchwalił w 1749 r. poprawki do Artykułów Wojennych przewidujące surowsze kary za złamanie dyscypliny w marynarce. Przewidywały one także karę główną dla oficerów, którzy nie wypełnili obowiązków w obliczu nieprzyjaciela w trakcie bitwy lub pościgu. Ofiarą tych zmian padł jeden z sędziów w procesie Mathewsa, admirał John Byng, który nie zdecydował się złamać sztywnego szyku liniowego w trakcie akcji u wybrzeży Minorki w 1756 r. i poniósł porażkę, w wyniku której został skazany na śmierć.